# AFC DWS in het seizoen 1957/58
Het seizoen 1957/1958 was het vierde jaar in het bestaan van de Amsterdamse betaaldvoetbalclub DWS. De club kwam uit in de Eerste divisie A en eindigde daarin op de 11e plaats. Tevens deed de club mee aan het toernooi om de KNVB beker, hierin werd in de tweede ronde, op basis van uitdoelpunten, verloren van Elinkwijk (1–1). Na het seizoen fuseerde de club met BVC Amsterdam en ging verder onder de naam DWS/A, hierbij werd ook de Eredivisielicentie overgenomen.

## Wedstrijdstatistieken

### Eerste divisie A
|       | AGOVV | Alkmaar '54 | D.F.C. | EDO   | Excelsior | De Graafschap | Helmond | HVC   | RBC   | Roda Sport | SVV   | Vitesse | Volendam | VSV   | Willem II |
| ----- | ----- | ----------- | ------ | ----- | --------- | ------------- | ------- | ----- | ----- | ---------- | ----- | ------- | -------- | ----- | --------- |
| Thuis | 8 – 1 | 1 – 0       | 2 – 4  | 3 – 1 | 2 – 2     | 3 – 1         | 0 – 0   | 0 – 1 | 2 – 0 | 1 – 1      | 3 – 1 | 1 – 3   | 1 – 1    | 1 – 0 | 3 – 6     |
| Uit   | 3 – 1 | 3 – 2       | 3 – 1  | 1 – 3 | 3 – 1     | 2 – 1         | 3 – 1   | 5 – 3 | 2 – 0 | 1 – 2      | 3 – 1 | 3 – 1   | 2 – 3    | 0 – 3 | 2 – 0     |

### KNVB beker
| 1e ronde                                             | DWS                             | 2 – 0 (0 – 0)                        | Zandvoortmeeuwen  |
| 26 december 1957 Plaats: Amsterdam Olympisch Stadion | Arie de Oude 52' Arie Klein 80' |                                      |                   |
| 2e ronde                                             | DWS                             | 1 – 1 (0 – 1) Verlies op uitdoelpunt | Elinkwijk         |
| 13 april 1958 Plaats: Amsterdam Olympisch Stadion    | Arie Klein 55'                  |                                      | 38' Ad van Norden |

## Statistieken DWS 1957/1958

### Eindstand DWS in de Nederlandse Eerste divisie A 1957 / 1958
| Stand | Gespeeld | Gewonnen | Gelijk | Verloren | Punten | Doelpunten voor | Doelpunten tegen |
| ----- | -------- | -------- | ------ | -------- | ------ | --------------- | ---------------- |
| 11e   | 30       | 11       | 4      | 15       | 26     | 54              | 58               |

### Topscorers
| #      | Naam                | Goal |
| ------ | ------------------- | ---- |
| 1.     | Arie de Oude        | 27   |
| 2.     | Theo van Doorneveld | 9    |
| 3.     | Ger Braam           | 4    |
| 4.     | Jan Braam           | 3    |
| 4.     | Donker              | 3    |
| 4.     | Herman Koot         | 3    |
| 7.     | Wim Wertwijn        | 2    |
| 8.     | Bob Bulder          | 1    |
| 8.     | Arie Klein          | 1    |
| 8.     | Jan Klein           | 1    |
| Totaal | Totaal              | 54   |

| #      | Naam         | Goal |
| ------ | ------------ | ---- |
| 1.     | Arie Klein   | 2    |
| 2.     | Arie de Oude | 1    |
| Totaal | Totaal       | 3    |